# Compaq Presario
1. перенаправление Compaq#1990-е